# Alejandro Agag
Pour les articles homonymes, voir Agag (homonymie).
 (août 2023).
Alejandro Tarik Agag Longo (né le 18 septembre 1970 à Madrid, en Espagne) est un homme d'affaires espagnol, connu comme le créateur du championnat de Formule E FIA.

## Biographie
Fils d'un banquier belge d'origine algérienne Youssef Agag, qui fut l'un des dirigeants de la Banque nationale d'Algérie, Alejandro Agag a d'abord fait parler de lui sur la scène politique. En même temps qu'il poursuit des études d'économie au CUNEF (le Colegio Universitario de Estudios Financieros), il intègre les rangs des sections jeunes du Parti populaire espagnol (Partido popular). Dès le milieu des années 1990, alors qu'il n'est âgé que de 25 ans, il fait partie du cercle de confiance du Premier ministre José María Aznar. En 2000, il est élu au Parlement européen et est nommé secrétaire général du PPE, le Parti populaire européen.
En 2002, il épouse Ana Aznar Botella, la fille de Jose Maria Aznar (le couple a aujourd'hui trois enfants) mais décide de renoncer à la politique pour se lancer dans les affaires. Il opère un rapprochement avec le milieu du sport automobile et notamment avec Bernie Ecclestone (le grand argentier de la Formule 1) et Flavio Briatore (le directeur de l'écurie Renault F1). Acquéreur des droits télévisés de la F1 en Espagne en 2002 (donc avant la Alonso-mania, ce qui lui permettra de réaliser une belle plus-value en les revendant à la chaîne Telecinco lorsque la popularité de la discipline explosera en Espagne), il est depuis 2006 l'actionnaire majoritaire de l'écurie de GP2 Series Campos Grand Prix. Son nom est également régulièrement cité quant à une éventuelle prise de participation dans l'écurie de F1 japonaise Super Aguri F1. Fin 2007, avec Briatore et Ecclestone, il est rentré dans le capital de l'équipe de football anglaise des Queens Park Rangers dont il est considéré comme le dirigeant de fait.
En 2012, il crée avec d'autres associés la Formula E Holdings, de laquelle il est le CEO. Après une certaine période de négociations, la compagnie signe un accord avec la Fédération internationale de l'automobile (FIA). Il crée ainsi le championnat de Formule E FIA, un championnat de monoplaces entièrement électriques. Le championnat fait ses débuts le 13 septembre 2014 à Pékin, pour le championnat de Formule E FIA 2014-2015. Toujours disputé sur des circuits en ville, le championnat trouve un certain engouement populaire[réf. nécessaire], étant la première compétition de son genre. En 2020, Alejandro Agag Longo annonce la création du 1er championnat de bateaux électriques nommé Série E1.